# رمز صلاحية التنقل
PAC)Porting authorization code), عباره عن مُعرف مميز عاده ما يكون طوله 9 خانات وبصيغه (ABC123456) يستخدم من قبل شركات الاتصالات ليسهل قابلية نقل رقم الموبايل Mobile number portability MNP والذي يعطي المستخدمين امكانيه الإحتفاظ برقم الهاتف الخاص عند رغبتهم بتغير مزود الخدمة أو شركة الاتصالات.

## المملكة المتحده
خدمات الاتصالات تُنظم في المملكة المتحدة من خلال مكتب الاتصالات Ofcom في 25 يوليو 2003 ادخلت Ofcom الشروط العامه والتي تسري على جميع شركات الاتصالات ومزودي الخدمات في المملكة المتحدة
اجريت عده تعديلات على الوثائق الأصلية.
الشرط ال 18 يطلب من كل المزودين بتقديم PAC ولكن فقط لمشتركي الخدمات الهاتفيه المتاحه للجمهور الذين يطلبونها
PAC يجب توفيره بأسرع وقت ممكن وبشروط منطقيه وعمليه للمشتركين وبإتفاقيات ثنائيه أو مزدوجه بين المزودين وكيفيه متفق عليها.
1. المزود الحالي يجب ان يزود العميل بالرمز أو سبب رفضه خلال ساعتين عمل إذا كان اقل من 26 رقم أو خلال عشرة أيام عمل في حال كان أكثر من 26 رقم

1. صلاحيه ال PAC ثلاثون يوماً من يوم إصداره، وطلب العميل يجب ان يثبت لدى مزود الخدمة الجديد خلال هذه المدة

1. الرقم يمكن نقله بين 1 يوم إلى 32 يوم من يوم إصداره

هنالك شركات تقوم بأخذ رسوم على عمليه نقل الأرقام وعاده لا تتجاوز ال 25 جنيه استرليني، الديون المترتبه على العميل لا تعد سبباً كافياً لرفض طلب العميل بإصدار PAC ولا يسمح لمزودي الخدمة بالتعامل مع طلب ال PAC على انه طلب انهاء خدمه، سيفقد العميل أي رصيد غير مستخدم عند التبديل بين مزودي الخدمة.
منذ 1 يوليو 2019 يمكن للعملاء طلب PAC عبر ال SMS بدلاً من الأتصال بالشركة

## الهند
في الهند الرمز يعرف برمز التوصيل المميز (unique porting code UPC)، قوانين رقم التنقل محدده من هيئه تنظيم الأتصالات في الهند
1. يسمح لك بإختيار مزود خدمه اخر بعد 90 يوم من تفعيل اتصال الهاتف أو من تاريخ اخر تنقل لجهازك ايهما يقع
2. يسمح لك بتغير مزود الخدمة فقط من داخل الدولة
3. إذا كنت من مشتركي المدفوع مسبقا وكان هنالك رصيد تحدث متبقي في حال استخدام التنقل سيلتغى
4. إذا كنت من مشتركي المدفوع مقدما (الفاتورة) يجب ان تتأكد بانك قمت بدفع كل المستحقات بما فيهم اخر فاتوره لك